# RIT Notícias
RIT Notícias é um canal de notícias brasileiro da Nossa TV, televisão a cabo pertencente ao empresário e religioso R. R. Soares. Pode ser sintonizada pelo satélite, através do satélite Intelsat 37e por meio do sistema de DTH e pela TV aberta Digital. Desde 2018, o canal também pode ser assistido pelos moradores do munícipio do Rio de Janeiro e Região Metropolitana do estado, através do canal 49 UHF físico e 49.1 virtual sendo retransmitido através da TV Boa Ventura.